# Суитуотър (окръг)
Окръг Суитуотър (на английски: Sweetwater County) е окръг в щата Уайоминг, Съединени американски щати. Площта му е 27 172 km², а населението – 44 165 души (2016). Административен център е град Грийн Ривър.